# Alice in Wonderland (filme de 1988)
Alice in Wonderland é um filme australiano lançado em 1988 direto em vídeo, distribuído originalmente pela Burbank Films.